# Superbus
Superbus ist eine französische Pop-Rock-Band, die 1999 gegründet wurde. Den Namen fand die Band, als sie in einem Latein-Wörterbuch blätterten – „superbus“ bedeutet „stolz“, „übermütig“.

## Geschichte
1999 suchte die Sängerin Jennifer Ayache Musiker, um eine Band zu bilden. Sie traf auf den Gitarristen Michel Giovanetti und den Bassisten François Even, die bereits gemeinsam in einer anderen Band spielten. Nach der Gründung von Superbus spielte die Band zunächst eine Zeit lang zu dritt, nahm aber schon bald darauf einen weiteren Gitarristen und einen Schlagzeuger auf. Nachdem diese beiden durch Patrice Focone und Guillaume Roussé ersetzt wurden, hatte die Band ihre Formation für die nächsten Jahre gefunden. 2005 verließ Guillaume Roussé die Band und wurde durch Greg Jacks ersetzt.
Nachdem Superbus einen Plattenvertrag beim Label Mercury Records bekam, veröffentlichten sie im März 2002 ihr erstes Album Aéromusical. Das Album gewann vor allem durch die Konzerte der Band zunehmend an Popularität und erreichte schließlich Platz 85 in den französischen Albumcharts. Die Debütsingle Tchi-cum-bah stieg auf Platz 59. Das Nachfolgealbum Pop ’n’ Gum, das die Band wie schon Aéromusical von David Salsedo produzieren ließ, erschien im Juni 2004 und erreichte Platz 26. Beim dritten und aktuellen Werk Wow, im Oktober 2006 veröffentlicht, wirkten Superbus erstmals auch als Ko-Produzenten mit. Wow konnte in den französischen Albumcharts Platz 6 erreichen.
Die wichtigsten Einflüsse von Superbus sind No Doubt, Garbage, blink-182 und Weezer. Die Liedtexte der Band sind auf Französisch und Englisch.

## Diskografie

### Alben
| Jahr | Titel                               | Höchstplatzierung, Gesamtwochen, AuszeichnungChartplatzierungen (Jahr, Titel, Platzierungen, Wochen, Auszeichnungen, Anmerkungen) | Höchstplatzierung, Gesamtwochen, AuszeichnungChartplatzierungen (Jahr, Titel, Platzierungen, Wochen, Auszeichnungen, Anmerkungen) | Höchstplatzierung, Gesamtwochen, AuszeichnungChartplatzierungen (Jahr, Titel, Platzierungen, Wochen, Auszeichnungen, Anmerkungen) | Anmerkungen                              |
| Jahr | Titel                               | FR | CH | BEW | Anmerkungen                              |
| ---- | ----------------------------------- | --- | --- | --- | ---------------------------------------- |
| 2002 | Aéromusical                         | FR85 (36 Wo.)FR | — | — | Erstveröffentlichung: 18. März 2002      |
| 2004 | Pop ’n’ Gum                         | FR26 Gold · (76 Wo.)FR | — | — | Erstveröffentlichung: 26. Mai 2004       |
| 2006 | Wow                                 | FR6 (104 Wo.)FR | — | BEW38 (35 Wo.)BEW | Erstveröffentlichung: 13. Oktober 2006   |
| 2009 | Lova Lova                           | FR2 ×2Doppelplatin · (64 Wo.)FR                                                                                                   | CH45 (6 Wo.)CH | BEW13 (14 Wo.)BEW | Erstveröffentlichung: 9. Februar 2009    |
| 2010 | Happy Busday – The Best of Superbus | FR182 Gold · (2 Wo.)FR | — | BEW44 (7 Wo.)BEW | Erstveröffentlichung: 20. September 2010 |
| 2012 | Sunset                              | FR5 (18 Wo.)FR | CH55 (2 Wo.)CH | BEW14 (8 Wo.)BEW | Erstveröffentlichung: 27. August 2012    |
| 2016 | Sixtape                             | FR44 (6 Wo.)FR | CH82 (1 Wo.)CH | BEW44 (6 Wo.)BEW | Erstveröffentlichung: 3. Juni 2016       |
| 2020 | XX                                  | FR65 (2 Wo.)FR | — | — | Erstveröffentlichung: 6. März 2020       |
| 2025 | OK KO                               | FR15 (… Wo.)FR | — | BEW62 (2 Wo.)BEW | Erstveröffentlichung: 4. Juli 2025       |

### Singles
| Jahr | Titel Album                  | Höchstplatzierung, Gesamtwochen, AuszeichnungChartplatzierungen (Jahr, Titel, Album, Platzierungen, Wochen, Auszeichnungen, Anmerkungen) | Höchstplatzierung, Gesamtwochen, AuszeichnungChartplatzierungen (Jahr, Titel, Album, Platzierungen, Wochen, Auszeichnungen, Anmerkungen) | Höchstplatzierung, Gesamtwochen, AuszeichnungChartplatzierungen (Jahr, Titel, Album, Platzierungen, Wochen, Auszeichnungen, Anmerkungen) | Anmerkungen                                                         |
| Jahr | Titel Album                  | FR | CH | BEW | Anmerkungen                                                         |
| ---- | ---------------------------- | --- | --- | --- | ------------------------------------------------------------------- |
| 2002 | Tchi-cum-bah Aéromusical     | FR59 (6 Wo.)FR | — | — | Erstveröffentlichung: 18. Oktober 2002                              |
| 2005 | Pop ’n’ Gum                  | FR39 (13 Wo.)FR | — | — | Erstveröffentlichung: 18. Juli 2007                                 |
| 2007 | Wow                          | — | CH80 (4 Wo.)CH | — |                                                                     |
| 2007 | Butterfly Wow                | FR11 (22 Wo.)FR | — | BEW40 (1 Wo.)BEW | Erstveröffentlichung: 12. März 2007                                 |
| 2007 | Lola Wow                     | FR7 Gold · (20 Wo.)FR | CH72 (6 Wo.)CH | BEW13 (19 Wo.)BEW | Erstveröffentlichung: 2. Juli 2007                                  |
| 2007 | Travel the World Wow         | FR30 (22 Wo.)FR | — | — |                                                                     |
| 2009 | Addictions Lova Lova         | FR7 (26 Wo.)FR | — | — | Erstveröffentlichung: 26. Januar 2009                               |
| 2009 | Apprends-moi Lova Lova       | FR19 (20 Wo.)FR | — | — | Erstveröffentlichung: 30. November 2009                             |
| 2012 | All Alone Sunset             | FR93 (14 Wo.)FR | — | — | Erstveröffentlichung: 28. Mai 2012                                  |
| 2016 | Strong and Beautiful Sixtape | FR117 (3 Wo.)FR | — | — | Erstveröffentlichung: 4. März 2016                                  |
| 2025 | Lola –                       | FR71 (21 Wo.)FR | — | — | Erstveröffentlichung: 7. Februar 2025 mit Hoshi feat. Nicola Sirkis |
| 2025 | Butterfly (Remix) –          | — | — | BEW34 (2 Wo.)BEW | Erstveröffentlichung: 4. Juli 2025 feat. Rori                       |

Weitere Lieder
- Superstar (2003)
- Into the Groove (2003)
- Monday to Sunday (2003)
- Sunshine (2004)
- Radio Song (2004)
- Little Hily (2005)
- Ça mousse (2008)
- Lova Lova (2009)
- Mes défauts (2010)
- À la chaîne (2012)
- Whisper (2012)
- Smith ’n’ Wesson (2013)
- Strong and Beautiful (2016)

### Videoalben
- 2008: Live a Paris (FR: Platin)

## Auszeichnungen
- 2005: MTV Europe Music Awards – „Beste französische Gruppe“